# Amberes (Schiff)

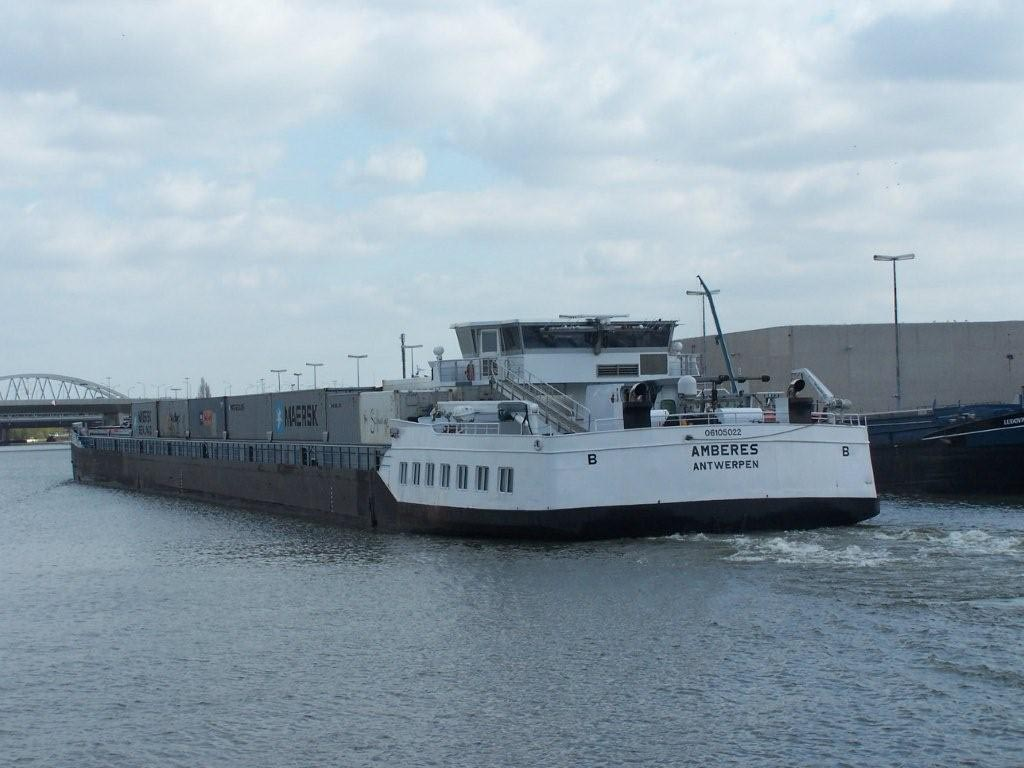
Amberes Heckansicht

Das Containerschiff Amberes ist das erste Containerbinnenschiff mit einer Zulassung für die Ästuar-Fahrt und wurde im Januar 2008 in Dienst gestellt. Der Rumpf wurde in der Volksrepublik China gebaut und von der Smits Machinefabriek en Scheepsreparatie B.V. in Krimpen aan de Lek fertiggestellt. Es wird im Bereich der ARA-Häfen (Amsterdam, Rotterdam, Antwerpen) und der küstennahen Schifffahrt eingesetzt. Reeder ist die FV Maes-Gasten in Antwerpen.

## Daten
- Länge: 134,00 m
- Breite: 14,50 m
- Tiefgang: Binnen:3,50 m, ästuar: 3,00 m
- Seitenhöhe: 5,35 m
- Tragfähigkeit: 5154 Tonnen, 250 TEU/3 Lagen ästuar, 420 TEU/4 Lagen binnen
- Antrieb: 2 × ABC 6DZC Dieselmotoren je 1103 kW bei 800/min auf Reintjes-Wendegetriebe
- Bugstrahl: 2 × Veth-Jet vier-Kanal mit je 470 kW
- Stromversorgung: 3 Dieselgeneratoren mit 110, 98 und 70 kW
- Ruderanlage in doppelter Ausführung
- ENI-Nummer 06105022

## Nautische Ausrüstung
- Furono-Flussradar, farbig
- Furono-Seeradar, farbig, beide mit digitalen Karten
- GPS, Autopilot, Tiefenmesser, elektronischer Magnetkompass
- Seefunkgeräte, Kameraüberwachung, Bordcomputer

Für die Zulassung zum Befahren der küstennahen Gewässer müssen alle Systeme doppelt ausgeführt werden. Da auf dem Vorschiff keine Wohnung eingebaut werden durfte, wurde die gesamte Breite auf dem Achterschiff mit einer über 200 m² großen Wohnung überbaut. Im Laderaum ist an der Vorderseite eine hydraulisch hochfahrbare Spritzwand eingebaut, damit kein überkommendes Spritzwasser in den Raum gelangt.

## Weitere Schiffe

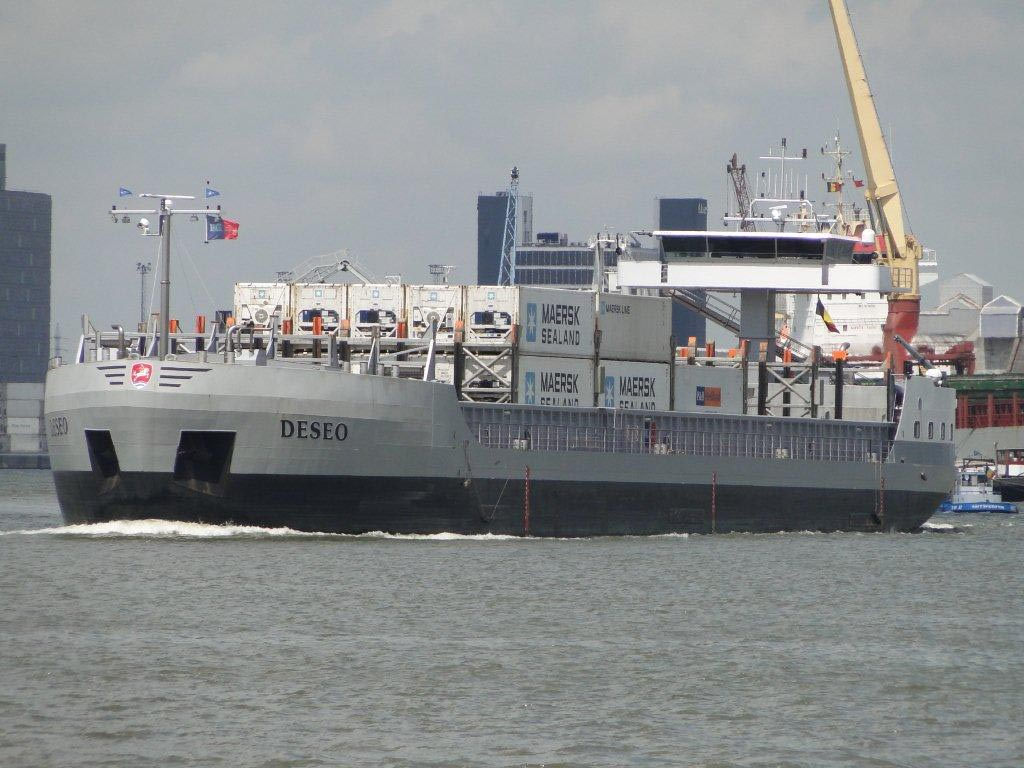
Containerschiff Deseo

Mittlerweile wurden zwei weitere Schiffe für den Verkehr auf Binnenwasserstraßen und küstennahen Verkehr in Dienst gestellt. Anfang 2008 die Deseo, Ein Schiff mit 110 m Länge und 17,1 m Breite, das 450 TEU in sechs Lagen transportieren kann, davon bis zu 100 Kühlcontainer. Die Deseo wird von zwei Mitsubishi-Dieselmotoren mit je 1.300 PS, die auf zwei Veth-Ruderpropeller wirken, angetrieben. Als Manövrierhilfe sind zwei Bugstrahlanlagen mit 700/500 PS eingebaut.
Das dritte Schiff wurde im August 2008 auf den Namen Tripoli getauft.
- Länge 110 m
- Breite 17,10 m
- Tiefgang 5,00 m
- Tragfähigkeit 5.524 Tonnen, 450 TEU, davon bis zu 60 Kühlcontainer
- Antrieb: 2 × Mitsubishi-Diesel je 940 kW mit Veth-Z-Antrieb mit gegenläufigen Propellern
- 2 Veth-4-Kanal-Bugstrahlanlagen mit 420/495 kW

## Quelle
Vlootschouw NL